# Juniperus scopulorum
Juniperus scopulorum là một loài thực vật hạt trần trong họ Cupressaceae. Loài này được Sarg. mô tả khoa học đầu tiên năm 1897.